# Miskinói járás (Kurgani terület)
A Miskinói járás (oroszul Мишкинский район) Oroszország egyik járása a Kurgani területen. Székhelye Miskino.

## Népesség
- 1989-ben 26 444 lakosa volt.
- 2002-ben 22 076 lakosa volt.
- 2010-ben 17 684 lakosa volt, melyből 16 997 orosz, 139 kazah, 79 ukrán, 67 tatár, 56 fehérorosz, 43 baskír, 41 azeri, 41 udmurt, 25 csuvas, 17 német, 14 csecsen, 13 cigány, 13 mordvin, 12 kirgiz, 12 tadzsik, 11 ingus stb.